# Terrassa Padovana
Terrassa Padovana (velenceiül Terasa Pàdoana) település Olaszországban, Veneto régióban, Padova megyében. Lakosainak száma 2675 fő (2023. január 1.). Terrassa Padovana Arre, Bovolenta, Candiana, Conselve és Cartura községekkel határos.

## Népesség
A település lakossága az elmúlt években az alábbi módon változott:
| Lakosok száma | 2685 | 2637 | 2675 |
|               | 2017 | 2018 | 2023 |